# Бетті Томас
Бетті Томас (англ. Betty Thomas; нар. 27 липня 1947, Сент-Луїс, Міссурі, США) — американська постмодерністська режисерка, продюсерка та акторка. Здобула популярність роллю сержантки Люсі Бейтс у телесеріалі «Блюз Гілл-стріт».

## Раннє життя
Народилася 1947 року у Сент-Луїсі, штат Міссурі, в сім'ї Ненсі (до шлюбу Браун) і Вільяма Ніенгаузера-старшого. 1965 року закінчила школу у Віллоубі, штат Огайо. Вступила до Університету Огайо в Ейтензі, де здобула ступінь бакалавра образотворчих мистецтв. Після закінчення університету працювала художницею і викладала у школі, а потім приєдналася до трупи The Second City імпровізаційного театру в Чикаго.

### Second City
Працюючи художницею і шкільною вчителькою, влаштувалася офіціанткою до The Second City, щоб заробити додаткові гроші на поїздку за кордон. Під час очікування замовлень її заохочували спробувати акторську діяльність, і згодом Томас приєдналася до компанії.
Її хвалили за яскраві та відверті виступи, і вона стала першою жінкою, яка поставила одну з їхніх театральних постановок. Працювала з кількома майбутніми випускниками Second City, зокрема Біллом Мюрреєм. Після відкриття філії у Лос-Анджелесі переїхала на захід. 1983 року возз'єдналася з кількома акторами Second City, коли з'явилася як спеціальна запрошена зірка в епізоді SCTV.

## Кар'єра

### Акторська кар'єра

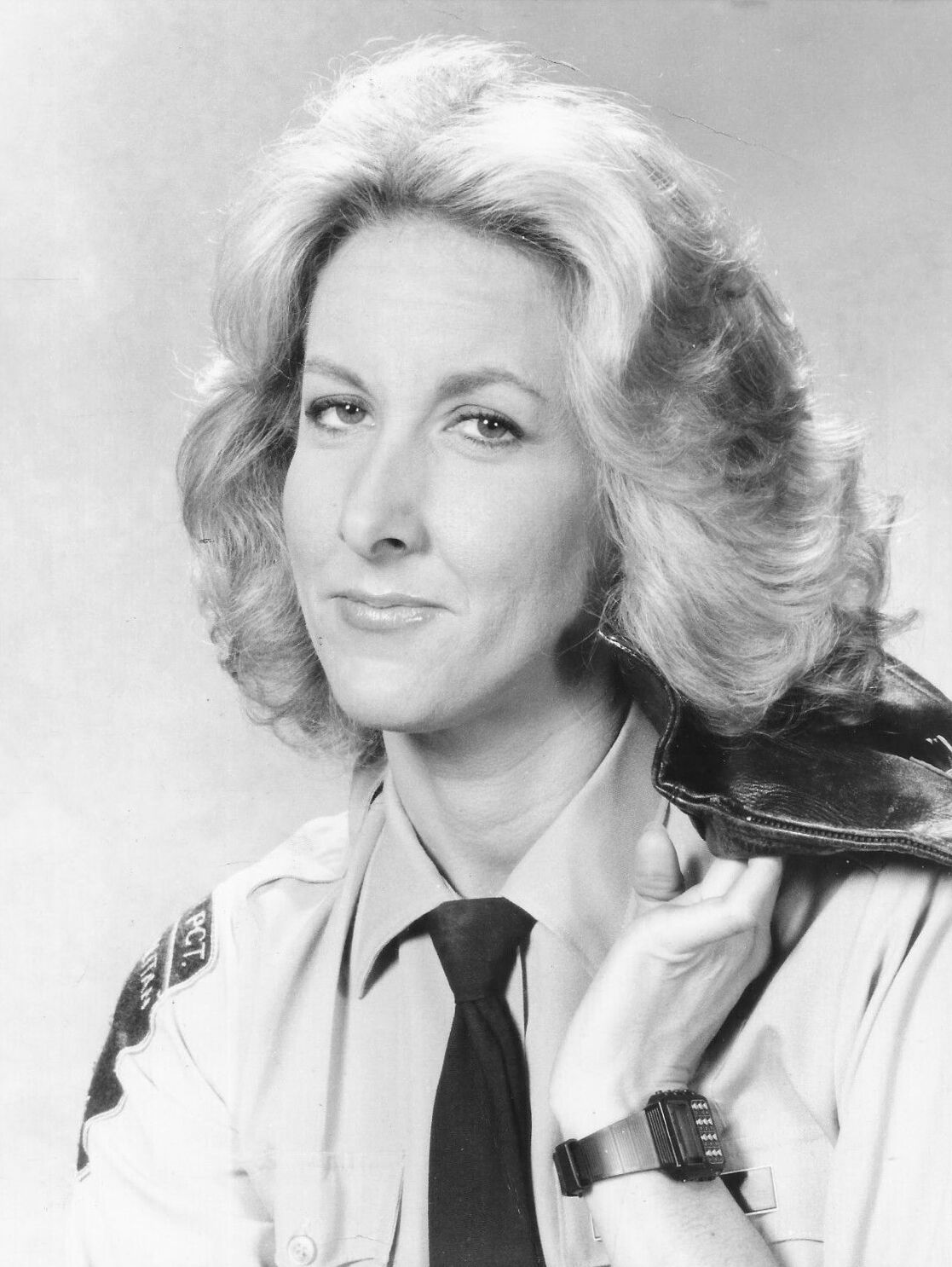
Томас у ролі Люсі Бейтс у «Блюз Гілл-стріт», 1982

У Лос-Анджелесі Томас отримала багато невеликих ролей у малобюджетних фільмах, як-от «Честі Андерсон, Морські сили США» (1976), фільм Роберта Земекіса «Вживані автомобілі» (1980), а також у комедійних скетчах — «Тунельне бачення» (1975) і «Загублені черевики» (1980).
Розвиваючи кар'єру комедійної акторки, отримала роль офіцерки поліції (пізніше сержантки) Люсі Бейтс у телесеріалі «Блюз Гілл-стріт», яка стала проривною в її кар'єрі. Протягом серіалу її персонажка проходить шлях від недосвідченої початківиці до впевненої сержантки. Отримала сім номінацій «Еммі» за найкращу жіночу роль другого плану та стала лавреаткою за сезон 1984—1985 років.

### Режисерська кар'єра
Бетті Томас збрехала репортеру «Вараєті» про плани зняти епізод про Гупермана, виконавчий продюсер шоу надав їй реальну можливість, і з цього почалася її режисерська кар'єра. Після кількох інших акторських появ Томас почала знімати епізоди «Гупермана» на додаток до прем'єрних епізодів «Лікар Дугі Гаусер» 1989 року. Продовжила знімати епізоди «Arresting Behavior» і кілька епізодів серіалу HBO «Як у кіно», яких приніс їй «Еммі» за найкращу режисуру. Отримала прізвисько «Опівнічна королева» через те, що надає перевагу нічному зніманню.
1992 року дебютувала як режисерка повнометражного кіно з «Тільки ти». Вейн Райс, продюсер і сценарист фільму, сказав, що її обрали режисеркою частково через сюжет фільму, в якому чоловік перебуває в нещасливих пошуках ідеальної жінки. Він відчував, що без режисерки його вважатимуть сексистським.
Через три роки Томас зняла «Сімейку Бреді» (1995), постмодерністське сатиричне бачення однойменного телесеріалу 1970-х. Стрічка стала касовим хітом із продажами квитків на внутрішньому ринку в розмірі 46 576 136 доларів, що майже в чотири рази перевищило його бюджет у 12 мільйонів доларів, ставши одним із найкасовіших фільмів, знятих жінкою.
Зняла низку успішних фільмів, зокрема «Частини тіла» (1997), «Доктор Дулітл» (1998), «28 днів»(2000) і «Здохни, Джоне Такере» (2006). 2009 року її стрічка «Елвін і бурундуки 2» стала першою роботою режисерки, яка зібрала в прокаті понад 200 мільйонів доларів. 2012 року зняла малобюджетний онлайн-серіал «Одрі» для YouTube- каналу WIGS. 1998 року її компанія Tall Trees підписала перший контракт з Columbia Pictures.
2001 року вшанована нагородою режисерів Дороті Арзнер від «Women in Film Crystal + Lucy Awards», яку вручає Лос-Анджелеське відділення Жінок у кінематографі.
2021 року стала лавреаткою премії Гільдії режисерів Америки імені Роберта Олдріча.

## Фільмографія

### Фільми
| Рік  | Назва                | Роль                  | Примітки                    |
| ---- | -------------------- | --------------------- | --------------------------- |
| 1992 | Тільки ти            | режисерка             | [ 24 ]                      |
| 1995 | Сімейка Бреді        | режисерка             | [ 25 ] [ 26 ]               |
| 1997 | Частини тіла         | режисерка             | [ 25 ] [ 27 ] [ 28 ]        |
| 1998 | Доктор Дулітл        | режисерка             | [ 29 ] [ 30 ]               |
| 1998 | Не можу дочекатися   | продюсерка            |                             |
| 2000 | 28 днів              | режисерка             | [ 31 ] [ 32 ] [ 33 ] [ 34 ] |
| 2000 | Янголи Чарлі         | виконавча продюсерка  | [ 35 ] [ 36 ] [ 37 ]        |
| 2001 | Кремнієве безумство  | виконавча продюсерка  | телефільм                   |
| 2002 | Обдурити всіх        | продюсерка, режисерка | [ 38 ] [ 39 ] [ 40 ]        |
| 2004 | Пережити Різдво      | продюсерка            |                             |
| 2005 | Вгадай, хто          | виконавча продюсерка  |                             |
| 2006 | Здохни, Джоне Такере | режисерка             | [ 41 ] [ 42 ]               |
| 2009 | Елвін та бурундуки 2 | режисерка             | [ 43 ] [ 44 ]               |

### Телебачення
Серіали
| Рік       | Назва             | Примітки |
| --------- | ----------------- | --- |
| 1989      | Гуперман          | Епізоди: «Goodnight, Sweet Hooperman», «Dog Day Afternoon», «Morning and Night», «In the Still of My Pants»      |
| 1989      | Лікар Дугі Гаусер | Епізоди: «Doogie The Red-Nosed Reindeer», «The Ice Queen Cometh»                                                 |
| 1990      | Манкузо, ФБР      | Епізоди: «Night of the Living Shred», «Shiva Me Timbers», «Murder of Pearl»                                      |
| 1990      | Батьківство       | Епізоди: «Thanksgiving with a T that Rhymes with B that Stands for Basketball», «I Never Invested for My Father» |
| 1990–1996 | Dream On          | 18 серій, Премія «Еммі» за найкращу режисуру комедійного серіалу (1993)                                          |
| 1991      | Сини і дочки      | Епізод: «The Thing»                                                                                              |
| 1991 рік  | Дзвінок опівночі  | Епізод: «Her Dirty Little Secret»                                                                                |
| 1991      | Угода Шеннона     | Епізод: « Matrimony»                                                                                             |
| 1992      | В ефірі           | Епізод № 1.6 |
| 2006      | Петля             | Пілотний епізод                                                                                                  |
| 2015      | Грейс і Френкі    | Епізод: «The Fall»                                                                                               |

Телефільми
| Рік  | Назва             | Примітки                                                                                   |
| ---- | ----------------- | ------------------------------------------------------------------------------------------ |
| 2007 | Забіг за грошима  |                                                                                            |
| 2006 | Той хлопець       |                                                                                            |
| 2003 | Сеньйор Білий     |                                                                                            |
| 2001 | Кремнієві дурниці |                                                                                            |
| 1996 | Пізня зміна       | Гільдія режисерів Америки Нагорода за видатні режисерські досягнення в драматичних фільмах |
| 1994 | Пари              |                                                                                            |
| 1994 | Мої груди         |                                                                                            |

### Акторські ролі
| Рік       | Назва                                       | Роль                             | Примітки                                           |
| --------- | ------------------------------------------- | -------------------------------- | -------------------------------------------------- |
| 1976      | Вузьке бачення                              | Бріджит Берт Річардс             |                                                    |
| 1976      | Окружна в'язниця Джексона                   | Офіціантка                       |                                                    |
| 1976      | Остання справа                              |                                  |                                                    |
| 1976      | Честі Андерсон, Військово-морський флот США | Гостя вечірки № 1                |                                                    |
| 1977      | Собака і кішка                              | Офіціантка                       |                                                    |
| 1978      | К. П. О. Шаркі                              | Морячка Дейлі                    |                                                    |
| 1978      | Випадковість виключена                      | Кетрін                           |                                                    |
| 1980      | Вживані автомобілі                          | Кролик                           |                                                    |
| 1980      | Вільне взуття                               | Байкерка                         |                                                    |
| 1981      | Захоплення в Нешвіллі                       | Максин Пірс                      |                                                    |
| 1982      | Сутінковий театр                            |                                  |                                                    |
| 1982      | Домашнє завдання                            | Секретарка                       |                                                    |
| 1983      | Коли твій коханий йде                       | Мода                             |                                                    |
| 1985      | Спеціальні пропозиції ABC після школи       | Мері Льюїс                       |                                                    |
| 1987      | В'язниця для дітей                          | Анжела Бреннон                   |                                                    |
| 1981–1987 | Блюз Гілл-стріт                             | Сержантка Люсі Бейтс             | [ 45 ]                                             |
| 1989      | Шоу Трейсі Ульман                           | Міс Белтс, вчителька фізкультури | Фрагмент під назвою «Франческа: Фізичне виховання» |
| 1989      | Загін з Беверлі-Гіллз                       | Вельда Плендор                   |                                                    |
| 2018      | Жартую                                      | у ролі себе                      | Епізод: "Зелений означає «Вперед».                 |